# St. Bernard's FC
St. Bernard's FC was een Schotse voetbalclub uit de hoofdstad Edinburgh.
De club werd in 1878 opgericht en werd in 1943 opgeheven. De club speelde 7 seizoenen in de hoogste klasse en 33 seizoenen in de 2de klasse. Door de dominantie van Hibernian FC en Heart of Midlothian FC in de stad had de club niet zoveel aanhangers. Tijdens de Tweede Wereldoorlog verdween de club. Andere clubs uit Edinburg, Edinburgh City en Leith Athletic werden ook rond deze tijd opgeheven.